# مارک پاستون
مارک پاستون (انگلیسی: Mark Paston؛ زادهٔ ۱۳ دسامبر ۱۹۷۶) یک بازیکن فوتبال اهل نیوزیلند است.
وی همچنین در تیم ملی فوتبال نیوزیلند بازی کرده‌است.